# Magic
Magic votka je žestoko alkoholno piće koje se proizvodi u Njemačkoj u destileriji Magic Spirits GmbH od 1990. godine. Od tada pa do danas, proizvodnja vodke u ovoj tvrtci sve više se razvija, tako da danas proizvode 4 inačice vodke. Sve vodke ovog proizvođača se rade višestrukom destilacijom pšenice, uz uporabu izvorske vode. 

## Inačice
- Magic Crystal - čista vodka s 40% alkohola
- Magic Crystal Citrus - Vodka s prirodnim okusom limuna i citrona
- Black Magic Vodka - čista vodka s 56% alkohola
- Magic 78 - čista vodka s 78% alkohola